# Xiaohenglong
Xiaohenglong är en ort i Kina. Den ligger i provinsen Hunan, i den södra delen av landet, omkring 250 kilometer väster om provinshuvudstaden Changsha. Antalet invånare är 1 500.
Runt Xiaohenglong är det ganska tätbefolkat, med 230 invånare per kvadratkilometer. Närmaste större samhälle är Huxingshan, 18,7 km öster om Xiaohenglong. I omgivningarna runt Xiaohenglong växer i huvudsak blandskog.
Genomsnittlig årsnederbörd är 1 921 millimeter. Den regnigaste månaden är maj, med i genomsnitt 308 mm nederbörd, och den torraste är december, med 52 mm nederbörd.